# Mariana Carvalho
Mariana Fonseca Ribeiro Carvalho de Moraes (São Paulo, 26 de novembro de 1986), é uma médica, bacharel em direito e política brasileira, filiada ao União Brasil (UNIÃO). É ex-deputada federal por Rondônia.

## Biografia

### Início de vida
Mariana nasceu em São Paulo, durante uma viagem de sua mãe à cidade, em 26 de novembro de 1986. Ela é filha do médico psiquiatra Aparício Carvalho de Moraes e Maria Sílvia Carvalho, uma jornalista, advogada, economista e bacharel em historia.
Seu pai foi vereador de Porto Velho, deputado federal e vice-governador de Rondônia.

### Educação e Profissionalização
Mais tarde, Mariana decidiu seguir a vida acadêmica e formou-se em Direito pelo Instituto Luterano de Ensino Superior de Porto Velho (ULBRA). E posteriormente em Medicina pela FIMCA – Centro Universitário Aparício Carvalho - em Porto Velho. A jovem acadêmica concíliou os estudos com a carreira política. Ao assumir seu primeiro cargo público (vereadora de Porto Velho), decidiu se especializar em cardiologia, optando pela residência médica no Hospital IGESP, em São Paulo.

## Carreira política
Mariana iniciou a carreira pública no Partido da Social Democracia Brasileira (PSDB), desde seus dezesseis anos de idade. Já exerceu os cargos de presidente do PSDB Jovem de Rondônia, secretária nacional de políticas públicas para mulheres jovens do PSDB nacional e vice-presidente nacional do PSDB.
Em 2008, foi eleita vereadora de Porto Velho com 1 829 votos. Em 2012, concorreu à prefeitura de Porto Velho, alcançando 41 673 votos (17,88%), sendo superada por Lindomar Garçon (24,76%) e Mauro Nazif (18,99%). Na época, não declarou apoio a nenhum dos candidatos classificados para o segundo turno. Mariana foi, naquela eleição, a candidata a prefeita de capital mais jovem do Brasil.
Mariana foi eleita deputada federal nas eleições de 2014. Obteve 60 324 votos (7,55%) e foi a terceira candidata mais votada do estado e a mais votada da coligação "Frente Muda Rondônia II". Em março de 2015, aceitou o convite do líder do PSDB na Câmara, Deputado Carlos Sampaio (PSDB/SP), e se tornou vice-líder do partido. Com atuação parlamentar em ascensão no partido, a Deputada foi convidada pelo Presidente da legenda, Senador Aécio Neves (PSDB/MG), para assumir uma das vice-presidências do PSDB na Executiva Nacional.
Votou a favor do Processo de impeachment de Dilma Rousseff. Já durante o Governo Michel Temer, votou a favor da PEC do Teto dos Gastos Públicos. Em abril de 2017, foi favorável à Reforma Trabalhista.  Em agosto de 2017, votou a favor do processo em que se pedia abertura de investigação do então presidente Michel Temer.

### Vereadora em Porto Velho
Em 2008, durante o mandato como vereadora na Câmara municipal de Porto Velho, Mariana Carvalho foi presidente da Comissão de Saúde e Higiene Pública; Segunda Secretária da Câmara Municipal no Biênio 2009/2010; Membro das comissões de Direitos e Deveres das Mulheres, e de Constituição Justiça e Redação

### Candidatura a Prefeitura
Em 2012, concorreu à prefeitura de Porto Velho, alcançando 41 673 votos (17,88%), ficando em terceiro lugar, sendo superada por Lindomar Garçon (24,76%) e Mauro Nazif (18,99%). Não declarou apoio a nenhum dos candidatos classificados para o segundo turno.    
Em 2024 novamente concorreu à prefeitura de Porto Velho, ficando a frente do candidato Léo Moraes no primeiro turno com 111.329 votos (44,53% dos válidos), no entanto, no segundo turno acabou por ficar atras deste com 105.406 votos (43,82% dos válidos), não sendo eleita ao cargo .    

### Primeiro Mandato como Deputada Federal
Após dois anos sem ocupar cargo público, Mariana foi candidata a deputada federal em 2014, sendo eleita para o cargo nas eleições de outubro daquele ano. Obteve 60 324 votos (7,55%) e foi a terceira candidata mais votada do estado.
Votou a favor do Processo de impeachment de Dilma Rousseff, foi favorável à cassação do mandato do então presidente da Câmara, Eduardo Cunha, e durante o Governo Michel Temer, votou a favor da PEC do Teto dos Gastos Públicos. Em agosto de 2017, votou a favor do processo em que se pedia abertura de investigação do então presidente Michel Temer.
Entre 2017 e 2019, foi a 2ª Secretária da Câmara dos Deputados.
Foi presidente estadual do PSDB em Rondônia.

###### Segundo Mandato como Deputada Federal
Foi eleita em 2018, sendo eleita com 38.776 (4,95% dos válidos).

### Candidatura ao Senado Federal
Em 2022 se candidatou ao Senado Federal, recebendo 263.522 votos (32,08% dos válidos), sendo superada pelo candidato Jaime Bagattoli que recebeu 293.396 votos (35,81% dos válidos).

### Candidatura a Prefeitura de Porto Velho
Em 2024 candidatou-se a prefeita de Porto Velho, sendo novamente derrotada. Mariana obteve 105.406 votos no segundo turno, perdendo para Léo Moraes (PODE).

## Desempenho eleitoral
| Ano  | Eleição                  | Partido      | Cargo            | Votos   | %                 | Resultado  | Ref    |
| ---- | ------------------------ | ------------ | ---------------- | ------- | ----------------- | ---------- | ------ |
| 2008 | Municipal de Porto Velho | PSDB         | Vereadora        | 1.829   | 0,94%             | Eleita     | [ 21 ] |
| 2012 | Municipal de Porto Velho | PSDB         | Prefeita         | 41.673  | 17,88%            | Não eleita | [ 22 ] |
| 2014 | Estaduais em Rondônia    | PSDB         | Deputada Federal | 60.324  | 7,55%             | Eleita     | [ 23 ] |
| 2018 | Estaduais em Rondônia    | PSDB         | Deputada Federal | 38.776  | 4,95%             | Eleita     | [ 24 ] |
| 2022 | Estaduais em Rondônia    | Republicanos | Senadora         | 263.559 | 32,15%            | Não eleita | [ 25 ] |
| 2024 | Municipal de Porto Velho | UNIÃO        | Prefeita         | 111.329 | 44,53% (1º Turno) | Não eleita | [ 20 ] |
| 2024 | Municipal de Porto Velho | UNIÃO        | Prefeita         | 105.406 | 43,82% (2º Turno) |            | [ 20 ] |